# Reiner Hollmann
Reiner Hollmann (ur. 30 września 1949 w Walsum) – niemiecki piłkarz, występował na pozycji obrońcy, trener piłkarski.

## Kariera piłkarska

### Kariera klubowa
Hollmann karierę rozpoczynał w Eintrachcie Duisburg. W 1970 roku przeszedł do Rot-Weiß Oberhausen, grającego w Bundeslidze. Zadebiutował w niej 12 września 1970 w zremisowanym 3:3 meczu z Rot-Weiss Essen, a 1 września 1971 w zremisowanym 1:1 pojedynku z Bayernem Monachium strzelił swojego pierwszego gola w Bundeslidze. Graczem Rot-Weiß Oberhausen był przez trzy sezony.
W 1973 roku Hollmann odszedł do Eintrachtu Brunszwik, także występującego w Bundeslidze. W sezonie 1979/1980 spadł z nim do 2. Bundesligi, jednak w kolejnym awansował z powrotem do Bundesligi. W Eintrachcie grał do końca sezonu 1983/1984. Następnie przez trzy sezony występował w Rot-Weiß Lüdenscheid z Oberligi, po czym zakończył karierę.

### Kariera reprezentacyjna
W 1972 roku Hollmann został powołany do olimpijskiej reprezentacji RFN na letnie igrzyska. Zagrał na nich w trzech meczach, a drużyna odpadła z turnieju po drugiej rundzie.

## Kariera trenerska
Hollmann karierę rozpoczął jako trener zespołu MTV Gifhorn z Oberligi. Następnie był asystentem trenera 1. FC Kaiserslautern, a w 1992 roku został szkoleniowcem klubu FC Carl Zeiss Jena z 2. Bundesligi, który prowadził w sezonie 1992/1993.
W 1993 roku Hollmann objął stanowisko trenera tureckiego Galatasaray SK. W sezonie 1993/1994 zdobył z nim mistrzostw Turcji, a także dotarł do ćwierćfinału Ligi Mistrzów. W 1994 roku wrócił do Niemiec, gdzie w sezonie 1994/1995 trenował 1. FC Saarbrücken z 2. Bundesligi. W kolejnych latach prowadził zespoły Al-Ahly Kair, FC Carl Zeiss Jena, Al-Hilal Rijad, Al-Nasr Dubaj, Al Kuwait Kaifan, Nadi asz-Szab, Asz-Szabab Dubaj, Al-Wahda Abu Zabi, Al-Nasr Dubaj, Al- Wakra SC oraz Zamalek, który był jego ostatnim klubem w karierze.